# Dragalió

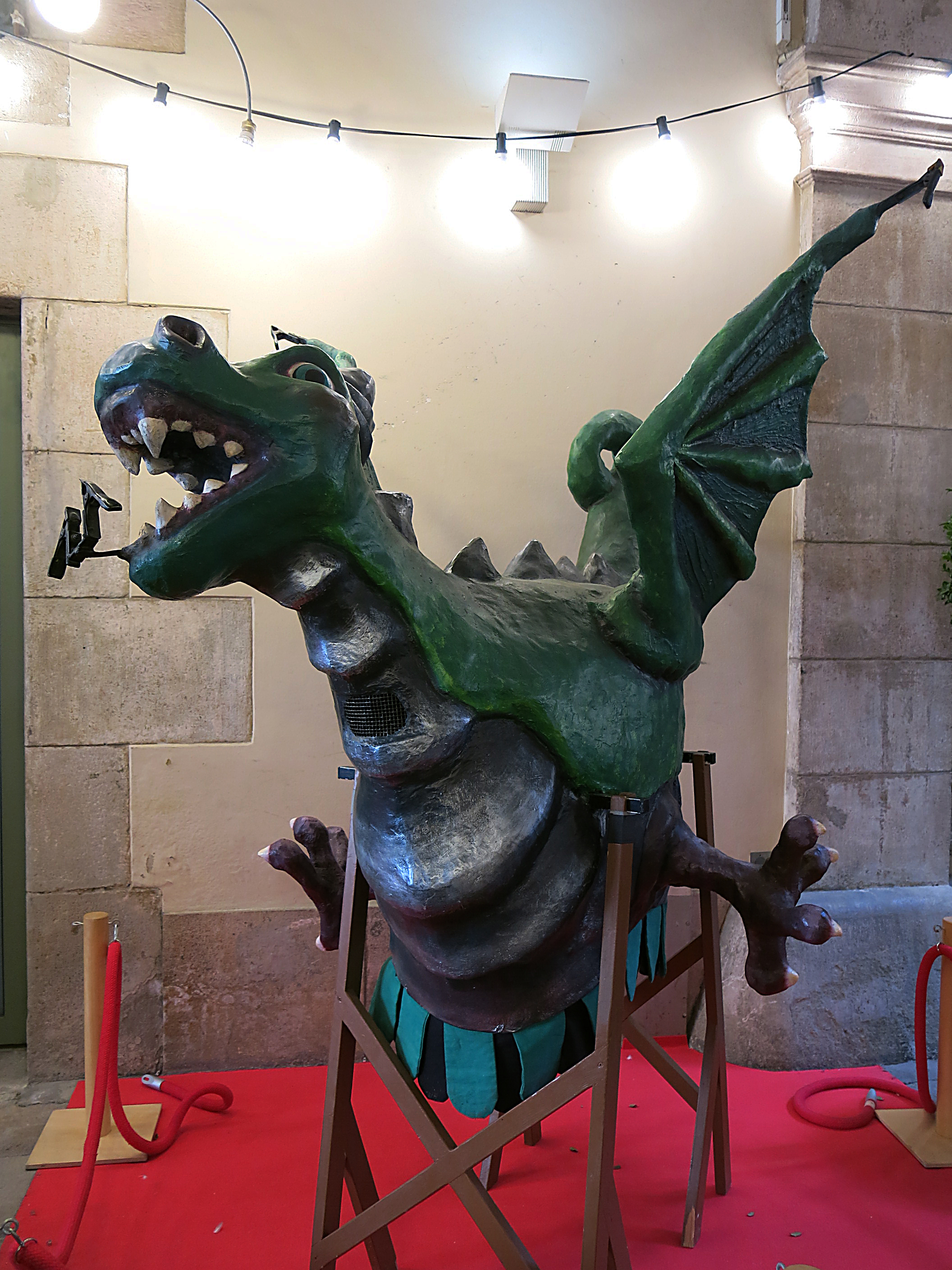
El Dragalió de Mataró exposat al Palau de la Virreina de Barcelona (2016).

El Dragalió és una comparsa infantil de foc que forma part de les comparses de Les Santes, la Festa Major de Mataró. Va néixer d'un ou del Drac de Mataró presentat durant la Diada de Sant Jordi de 2007 que es va descloure el 25 de juliol del mateix any.
És una figura de reduïdes dimensions, portada tan sols per una persona d'entre 10 i 16 anys. Utilitza sis carretilles (dos a la boca, una per a cada ala i dues a la cua).Es caracteritza per la seva curvatura al coll i les potes estirades. El seu disseny i construcció són obra de Xevi Ribas.
El Dragalió és una de les comparses participants a la majoria d'actes de Les Santes, i protagonitza el Correguspira (correfoc infantil) i el Ball de Dracs. La seva  colla van tots equipats amb una casaca amb caputxa, pantalons negres i faixa verda.